# Flurschaden

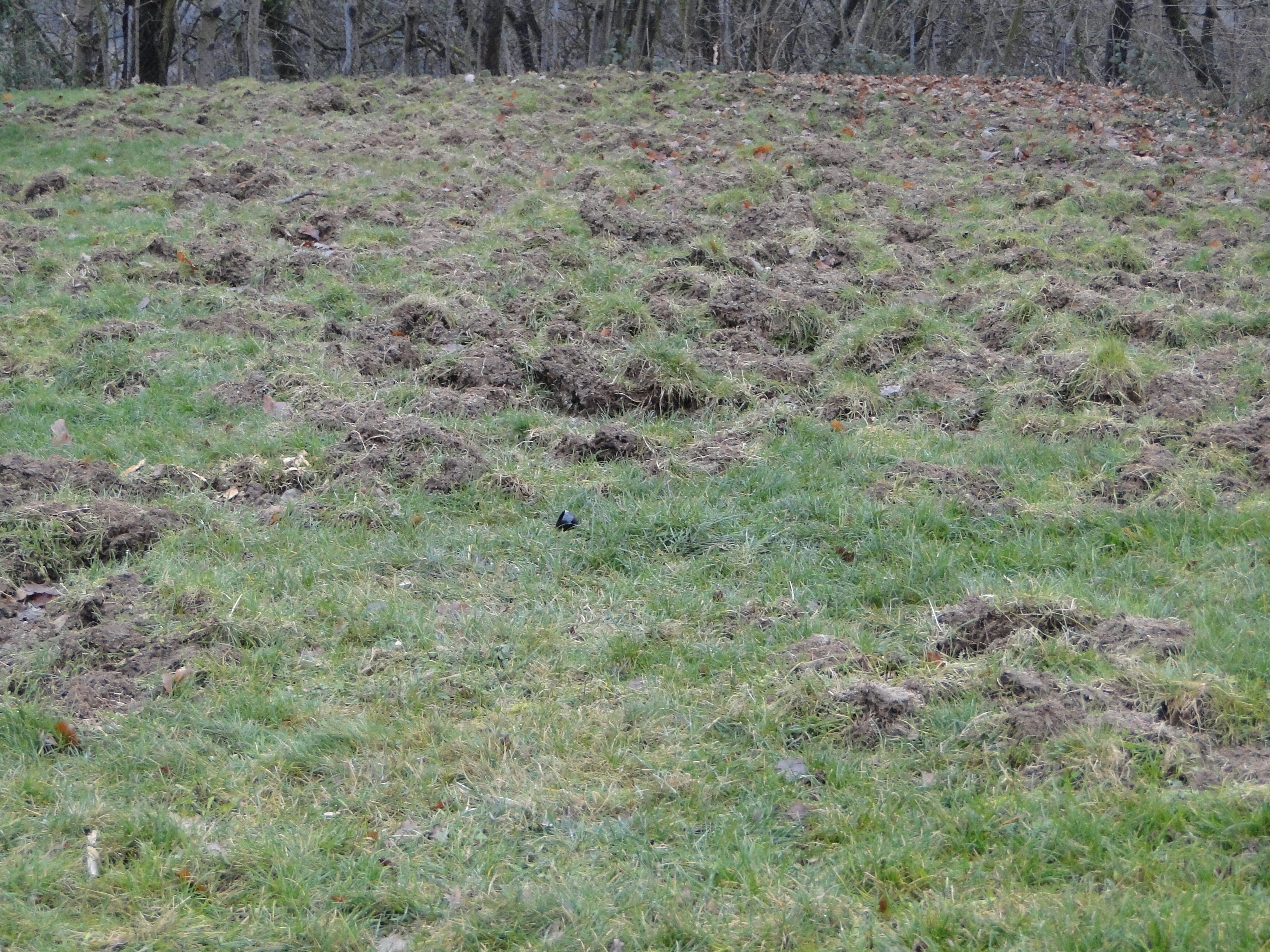
Flurschaden durch Wildschweine

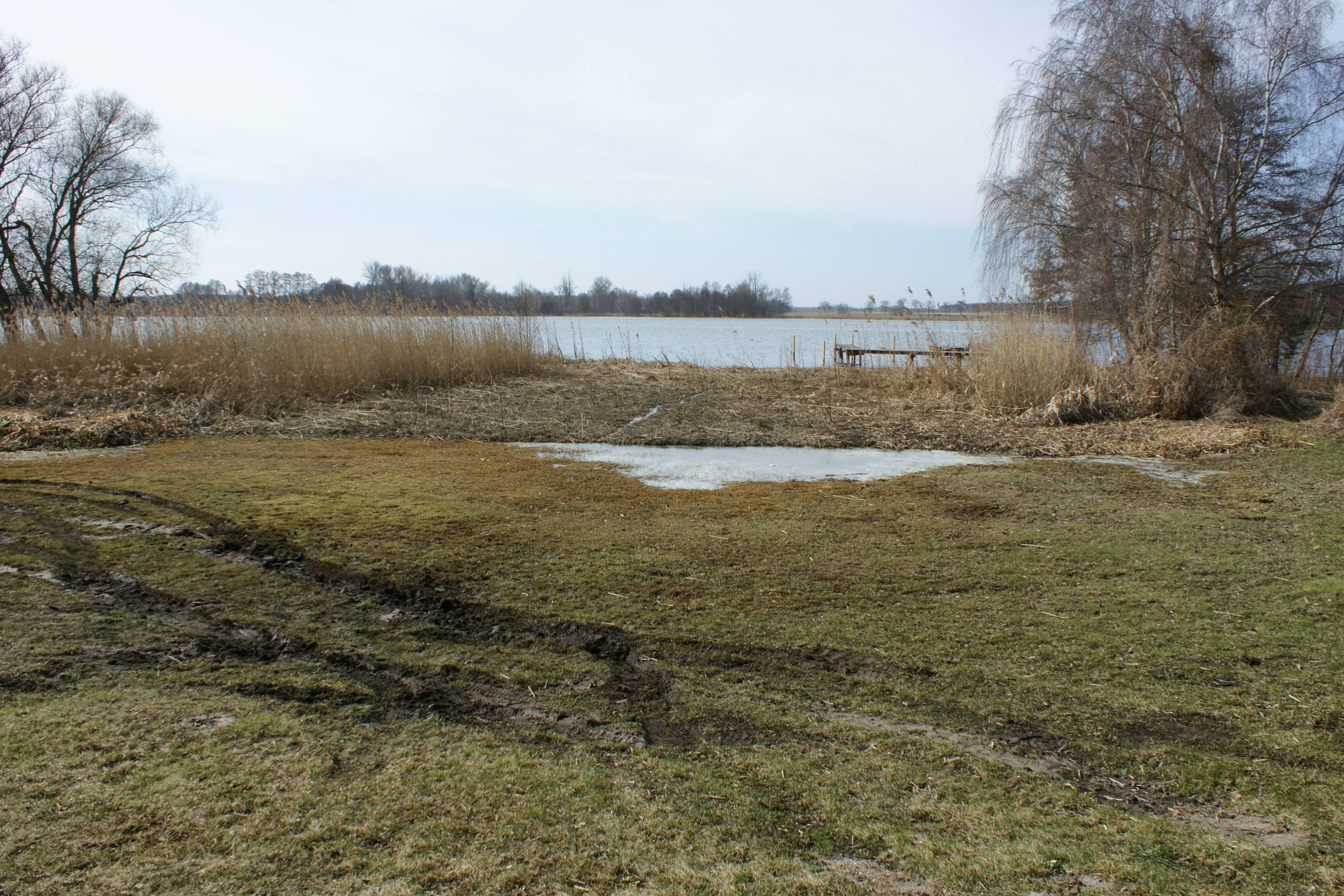
Flurschaden durch ein festgefahrenes Vermessungsfahrzeug an der Havel

Flurschäden (auch „Kulturschäden“) sind Schäden, die beispielsweise durch Wild, Engerlinge, militärische Übungen oder Vermessungsarbeiten auf Feldern, Grünland, Sonderkulturen, in Forsten oder sonstigen landwirtschaftlich oder gartenbaulich genutzten Flächen entstehen. Flurschäden sind zu unterscheiden von Sachschäden.
Im übertragenen Sinne werden Nachteile jeder Art, die häufig durch eine unbedachte Handlung  oder Höhere Gewalt entstehen, und eine weitreichende, negative Wirkung haben, als Flurschaden bezeichnet. Siehe auch: Begleitschaden